# Yu Dabao
Yu Dabao (于大宝) é um ex-futebolista chinês que atuava como atacante. Iniciou a carreira profissional em Portugal pelo Benfica, atuando na China posteriormente.

## Carreira
Jogou o seu primeiro jogo pela equipa de juniores do Benfica contra o Portimonense, e foi autor de 3 golos nesse jogo. O Benfica ganhou por 8-0. Yu Dabao estreou-se pelos seniores num particular contra o R.M. Hamm Benfica, uma equipa luxemburguesa, tendo marcado um dos 4 golos na vitória do Benfica e tendo feito 3 assistências, sem, no entanto, o jogo lhe ter corrido bem.
Na presente temporada já teve algumas oportunidades na equipa principal, no entanto, ainda não obteve qualquer golo.
Na época 2007/2008 jogou no Clube Desportivo das Aves por empréstimo do Sport Lisboa e Benfica de Portugal. E no início da segunda metade da época seguinte foi emprestado ao Clube Desportivo dos Olivais e Moscavide.
No início da época 2009/2010 foi anunciado o seu empréstimo ao Mafra.